# Alibée Féry
Pour les articles homonymes, voir Féry.
Alibée Féry, ou Athanase Alibée Féry, (1818-1896) est un dramaturge, poète, romancier, essayiste et conteur haïtien.
Alibée Féry est né le 28 mai 1818 à Jérémie, chef-lieu situé dans la péninsule de Tiburon. Il est le fils de Jacques Honoré Féry, trésorier de l'État (né en 1796) et de Elmire Payas, fille du général Payas et propriétaire de la sucrerie Kanon à Jérémie. Il est le seul garçon parmi sept sœurs.
Il débuta comme employé du Trésor grâce à son père.

## Politique
En 1842, lors de la proclamation du "Manifeste de Praslin" du 1er septembre 1842, il participe au côté d'Alain Clérie à l'insurrection conduite par le général Charles Rivière Hérard qui renversera la dictature du président Jean-Pierre Boyer en avril 1843. Alibée Féry gagnera le titre de "général".

## Littérature
Alibée Féry fut le premier écrivain haïtien à mettre par écrit les contes populaires et traditionnels de Bouqui et Malice et à conter leurs aventures.

## Œuvres
- Essais Littéraires (essai), imprimerie Robin, 1876, in-12, publié en 4 fascicules.
- Bouqui et Malice (contes)
- Fils du Chasseur (conte)
- L es Bluettes (poésie)
- Les Echantillons (roman)
- Les Esquisses (roman historique)